# Лёвин, Анатолий Иванович
Лёвин Анатолий Иванович — украинский политик, народный депутат Украины IV созыва, государственный служащий, военный (полковник), управленец и предприниматель.

## Биография
Лёвин Анатолий родился 4 февраля 1961 года в селе Ласицы Сасовского района Рязанской области, Россия.
Образование получил в Балашовском высшем военном авиационном училище летчиков (1978-1982) по специальности летчик-инженер. Также учился в Национальной академии государственного управления при Президенте Украины (2006).
В 1982-1992 годах служил в армии (пилот-афганец) будучи помощником командира воздушного судна, командиром воздушного судна, командиром отряда, заместителем командира авиационной эскадрильи.
В 1992 году стал командиром воздушного судна авиакомпании «Хорс» (в Киеве). В следующем году стал заместителем генерального директора авиакомпании «Авиаобщемаш» (в Москве).
В 1994-1995 занимал должность генерального директора ЗАО «Интерсервис-94» и проживал в Киеве. С 1995 года по 1997 год был генеральным директором украинской авиакомпании «А.Т.И.». С 1997 года президент концерна «Титан».
А.И.Льовин - один из основателей партии "Трибунал" (Республиканская партия "Трибунал"), учредительный съезд которой состоялся 28 июня 2015, в День Крещения Киевской Руси.

### Парламентская деятельность
С апреля 2002 года по декабрь 2006 года был народным депутатом Украины (Верховная Рада Украины IV созыва). Избирался от партии Социал-демократическая партия Украины (объединенная) - СДПУ (О). Был членом партии в течение 2002-2004 годов. В декабре 2004 года вышел из состава парламентской фракции СДПУ (о) и присоединился к парламентской фракции Народной аграрной партии Украины.
В парламенте выполнял следующие обязанности:
- Первый заместитель председателя Комитета Верховной Рады Украины по вопросам строительства, транспорта, жилищно-коммунального хозяйства и связи
- Председатель Временной следственной комиссии Верховной Рады Украины по расследованию причин кризисного состояния в авиации в Украине (с 26.09.2002 до 25.05.2006)
- Член Временной следственной комиссии Верховной Рады Украины по вопросам проверки соблюдения конституционных прав и свобод человека и гражданина (с 21.04.2005 до 25.05.2006)
- Член Временной следственной комиссии Верховной Рады Украины по расследованию обстоятельств организации кассетного скандала и его влияния на состояние национальной безопасности Украины (с 06.10.2005 до 25.05.2006)
- Член Постоянной делегации в межпарламентской организации "Постоянная делегация в Межпарламентской ассамблее государств - участников Содружества Независимых Государств"
- Член группы по межпарламентским связям с Португалией
- Член группы по межпарламентским связям с Республикой Азербайджан

## Награды
В декабре 2003 получил Почетную грамоту Кабинета Министров Украины.